# Nati nel 1911/Giugno
| Questa pagina contiene informazioni ricavate automaticamente dalle voci biografiche con l'ausilio del template Bio e di un bot. L'aggiornamento è periodico e automatico e ricostruisce completamente la pagina. Se manca una persona in questa lista, sei pregato di non aggiungerla, ma accertati piuttosto che la sua voce biografica contenga il template Bio e che i dati anagrafici siano correttamente compilati. Se il template Bio manca, inseriscilo tu stesso o, in alternativa, metti l'avviso {{tmp\|Bio}} che ne segnala la mancanza. Se i dati riportati sono sbagliati, correggi direttamente la voce biografica; le modifiche saranno visibili in questa lista entro pochi giorni. Per chiarimenti vedi il progetto biografie. La lista contiene solo le 141 persone che sono citate nell'enciclopedia e per le quali è stato implementato correttamente il template Bio. Pagina aggiornata al 10 ago 2025. |

- 1º giugno - Ascanio Arcangeli, ciclista su strada italiano († 1975)
- 1º giugno - Guido Bosio, calciatore italiano († 1963)
- 1º giugno - Gertrude Michael, attrice statunitense († 1964)
- 1º giugno - Francesco Pasinetti, critico cinematografico, sceneggiatore e regista italiano († 1949)
- 1º giugno - Guido Testolina, calciatore e allenatore di calcio italiano († 1978)
- 2 giugno - Carlo Dragone, presbitero e scrittore italiano († 1974)
- 2 giugno - Joe McCluskey, siepista statunitense († 2002)
- 2 giugno - Mario Pierotti, baritono italiano
- 2 giugno - Giovanni Ravasi, calciatore e allenatore di calcio italiano († 1965)
- 2 giugno - Xiao Hong, scrittrice cinese († 1942)
- 3 giugno - Armandinho, calciatore brasiliano († 1972)
- 3 giugno - Gioacchino Bettini, calciatore e allenatore di calcio italiano († 1969)
- 3 giugno - Ellen Corby, attrice statunitense († 1999)
- 3 giugno - Piero Dallamano, giornalista, critico musicale e critico letterario italiano († 1979)
- 3 giugno - Harmon Jones, regista e montatore canadese († 1972)
- 3 giugno - Josef Klíma, cestista cecoslovacco († 2007)
- 3 giugno - Gastone Snidersich, calciatore italiano
- 3 giugno - Dionigi Tortora, militare e partigiano italiano († 1943)
- 3 giugno - Olav Økern, fondista norvegese († 2000)
- 4 giugno - Cesco Giulio Baghino, giornalista e politico italiano († 2003)
- 4 giugno - Billy Fiske, bobbista e militare statunitense († 1940)
- 4 giugno - Carlos Garavelli, calciatore argentino
- 4 giugno - Carina Massone Negrone, aviatrice italiana († 1991)
- 4 giugno - Faustino Oramas, cantante, chitarrista e compositore cubano († 2007)
- 4 giugno - Milovan Đilas, politico, antifascista e partigiano jugoslavo († 1995)
- 5 giugno - Gino Baggiani, calciatore e allenatore di calcio italiano († 1973)
- 5 giugno - Floro Laroma Iezzi, calciatore italiano († 1989)
- 5 giugno - Arrigo Morselli, allenatore di calcio e calciatore italiano († 1977)
- 5 giugno - Armando Oréfiche, compositore e pianista cubano († 2000)
- 5 giugno - Luis Reyes Peñaranda, calciatore boliviano († 1945)
- 5 giugno - Luigi Strobbe, calciatore italiano († 1983)
- 5 giugno - Jiří Taufer, poeta cecoslovacco († 1986)
- 5 giugno - John C. Woods, militare statunitense († 1950)
- 6 giugno - Giuseppe Albertini, giornalista e telecronista sportivo italiano († 1988)
- 6 giugno - Riccardo Fossati, calciatore italiano
- 6 giugno - Hugh Laing, ballerino barbadiano († 1988)
- 6 giugno - Aldo Querci, allenatore di calcio e calciatore italiano († 1995)
- 6 giugno - Jiří Sobotka, allenatore di calcio e calciatore cecoslovacco († 1994)
- 7 giugno - Giovanni Annoni, militare italiano († 1970)
- 7 giugno - Peter Birkhäuser, pittore svizzero († 1976)
- 7 giugno - Aníger de Francisco de Maria Melillo, vescovo cattolico brasiliano († 1985)
- 7 giugno - Pierre Mouchot, editore e fumettista francese († 1966)
- 7 giugno - Mario Perazzolo, allenatore di calcio e calciatore italiano († 2001)
- 7 giugno - Brooks Stevens, designer statunitense († 1995)
- 7 giugno - Kruno Tonković, ingegnere croato († 1989)
- 8 giugno - Hans Appel, calciatore tedesco († 1973)
- 8 giugno - Bruno Bartolozzi, violinista e compositore italiano († 1980)
- 8 giugno - Edmundo Rivero, musicista, compositore e chitarrista argentino († 1986)
- 9 giugno - Vindice Cavallera, politico, partigiano e antifascista italiano († 1998)
- 9 giugno - Leopold Kielholz, calciatore e allenatore di calcio svizzero († 1980)
- 9 giugno - Giulio Marchetti, attore e conduttore televisivo italiano († 1993)
- 9 giugno - Maclyn McCarty, genetista statunitense († 2005)
- 10 giugno - Alberto Agostini, militare e aviatore italiano († 1936)
- 10 giugno - Elisa Cegani, attrice italiana († 1996)
- 10 giugno - Émile Gilioli, scultore francese († 1977)
- 10 giugno - Ralph Kirkpatrick, musicologo e clavicembalista statunitense († 1984)
- 10 giugno - Terence Rattigan, commediografo e sceneggiatore britannico († 1977)
- 11 giugno - Norman Malcolm, filosofo statunitense († 1990)
- 12 giugno - William R. Cosentini, ingegnere e imprenditore statunitense († 1954)
- 13 giugno - Luis Álvarez, fisico statunitense († 1988)
- 13 giugno - Thomas Eboli, mafioso italiano († 1972)
- 13 giugno - Giuseppe Folchi, pittore, fotografo e regista italiano († 1962)
- 13 giugno - Achille Peretti, politico francese († 1983)
- 13 giugno - Gino Piccinin, scacchista italiano († 1995)
- 14 giugno - Irene Brin, giornalista, scrittrice e gallerista italiana († 1969)
- 14 giugno - Fёdor Ivanovič Filippov, regista cinematografico sovietico († 1988)
- 14 giugno - Louise Henry, attrice statunitense († 1967)
- 14 giugno - Lina Heydrich, tedesca († 1985)
- 14 giugno - Onesto Silano, calciatore italiano († 1993)
- 15 giugno - Joseph Alcazar, calciatore francese († 1979)
- 15 giugno - Wilbert Awdry, scrittore e presbitero britannico († 1997)
- 15 giugno - Tanio Boccia, regista e sceneggiatore italiano († 1982)
- 15 giugno - Karl Endres, cestista tedesco († 1993)
- 15 giugno - Augusto Marinoni, lessicografo, filologo e storico italiano († 1997)
- 15 giugno - Ennio Tamiazzo, pittore e scultore italiano († 1982)
- 16 giugno - Ervín Kováč, calciatore slovacco († 1972)
- 16 giugno - Domenico Zappone, giornalista e scrittore italiano († 1976)
- 17 giugno - Giorgio Franceschi, militare e aviatore italiano († 1936)
- 17 giugno - Felix Hartlaub, scrittore tedesco († 1945)
- 17 giugno - Lars Larsson, siepista svedese († 1993)
- 17 giugno - Viktor Platonovič Nekrasov, scrittore sovietico († 1987)
- 17 giugno - Demetrio Rando, ammiraglio italiano († 1997)
- 18 giugno - Giuseppe Antonio Giancane, politico italiano († 1979)
- 18 giugno - Anne-Marie Imbrecq, aviatrice francese († 2005)
- 18 giugno - Lydecker brothers, effettista statunitense († 1969)
- 18 giugno - Kamala Sohonie, biochimica indiana († 1998)
- 19 giugno - Alessandro Banfi, calciatore italiano
- 19 giugno - Hermann Höfle, militare tedesco († 1962)
- 19 giugno - Edoardo Medaglia, generale e aviatore italiano († 2012)
- 19 giugno - Dudley Senanayake, politico singalese († 1973)
- 20 giugno - Heidi Blomstedt, artista finlandese († 1982)
- 20 giugno - Romolo Celant, calciatore italiano († 1990)
- 20 giugno - Gail Patrick, attrice cinematografica e produttrice televisiva statunitense († 1980)
- 20 giugno - Paul Pietsch, pilota automobilistico tedesco († 2012)
- 20 giugno - Henri Young, criminale statunitense
- 21 giugno - Alessandro Cavriani, marinaio italiano († 1943)
- 21 giugno - Sergio Duilio Fanali, aviatore e generale italiano († 1987)
- 21 giugno - Frank Shaughnessy, hockeista su ghiaccio statunitense († 1982)
- 21 giugno - Karl Silberbauer, militare austriaco († 1972)
- 22 giugno - Rudi Ball, hockeista su ghiaccio tedesco († 1975)
- 22 giugno - Marie Braun, nuotatrice olandese († 1982)
- 22 giugno - Cecilia di Grecia, principessa greca († 1937)
- 22 giugno - Mirko Gruden, allenatore di calcio e calciatore italiano († 1967)
- 22 giugno - Luigi Poggi, calciatore italiano († 1944)
- 23 giugno - Juan Ayra, calciatore cubano († 2008)
- 23 giugno - Giorgio Barzilai, ingegnere italiano († 1987)
- 23 giugno - Hans Beirer, tenore austriaco († 1993)
- 23 giugno - Marino Cavazzuti, calciatore italiano († 1993)
- 23 giugno - Anatolij Karanovič, regista sovietico († 1976)
- 23 giugno - Nikolaj Dmitrievič Kuznecov, ingegnere aeronautico russo († 1995)
- 23 giugno - Leslie Lievesley, calciatore e allenatore di calcio inglese († 1949)
- 23 giugno - David Ogilvy, pubblicitario britannico († 1999)
- 23 giugno - Silvio Pasi, partigiano italiano († 1962)
- 23 giugno - Hannah Weinstein, giornalista e produttrice televisiva statunitense († 1984)
- 24 giugno - Juan Alonzo, calciatore cubano
- 24 giugno - Juan Manuel Fangio, pilota automobilistico argentino († 1995)
- 24 giugno - Vera Apollonovna Obolenskaja, partigiana russa († 1944)
- 24 giugno - Gian Carlo Pajetta, politico e partigiano italiano († 1990)
- 24 giugno - Ernesto Sabato, scrittore argentino († 2011)
- 24 giugno - Portia White, contralto canadese († 1968)
- 25 giugno - Reed Hadley, attore statunitense († 1974)
- 25 giugno - Paride Scacchetti, ciclista su strada italiano († 1969)
- 25 giugno - William Stein, biochimico statunitense († 1980)
- 26 giugno - Carlo Dapporto, attore italiano († 1989)
- 26 giugno - Babe Didrikson-Zaharias, giavellottista, ostacolista e altista statunitense († 1956)
- 26 giugno - Eusebio Hernández, cestista cileno († 1997)
- 26 giugno - Edward Hirsch Levi, politico statunitense († 2000)
- 26 giugno - Frederic Calland Williams, ingegnere inglese († 1977)
- 27 giugno - Georg Dascher, pallamanista tedesco († 1944)
- 27 giugno - Lucien Lauk, ciclista su strada francese († 2001)
- 27 giugno - Mariano Pallottini, architetto e urbanista italiano († 1998)
- 27 giugno - Adolf Wagner, sollevatore tedesco († 1984)
- 28 giugno - Alex Sinclair, hockeista su ghiaccio canadese († 2002)
- 28 giugno - Pietro Svageli, calciatore e allenatore di calcio italiano († 1985)
- 29 giugno - Katherine DeMille, attrice canadese († 1995)
- 29 giugno - Bernard Herrmann, compositore e direttore d'orchestra statunitense († 1975)
- 29 giugno - Bernhard van Lippe-Biesterfeld, nobile tedesco († 2004)
- 30 giugno - Zoltán Beke, calciatore rumeno († 1994)
- 30 giugno - Czesław Miłosz, poeta e saggista polacco († 2004)
- 30 giugno - Lucio Rama, attore italiano († 1988)
- 30 giugno - Virginia Smith, politica statunitense († 2006)